# Pennales Fechten
Pennales Fechten ist eine Sitte bei schlagenden Schülerverbindungen (Pennalkorporationen) vornehmlich in Österreich und in Deutschland. Dabei werden die Formen der studentischen Mensur des 19. Jahrhunderts nachgeahmt, jedoch mit dem leichten Säbel mit stumpfer Klinge. Schnitt- und Stichverletzungen sind dabei ausgeschlossen, Trefferfläche bei dieser Art des Fechtens sind hauptsächlich der säbelführende Arm, bei gewissen Varianten auch der ganze Oberkörper. Der Kopf, der Ellenbogen, die Hand und der Genitalbereich sind aber ausreichend geschützt.
Man unterscheidet zwischen Säbelpartien mit „halbfestem Stand“, „fliegenden“ und „stehenden“ Partien. Bei halbfestem Stand ist der Abstand zwischen den Paukanten ausgemessen und wird während eines Ganges nicht verändert. Fliegende Partien zeichnen sich dadurch aus, dass die Paukanten sich am Paukboden (ca. 15 Meter) vor- und zurückbewegen dürfen. Bei stehender Mensur hat man seine Fußstellung nicht zu ändern.
Der Grund für das Säbelfechten der schlagenden Mittelschulverbindungen Österreichs ist im Koalitionsverbot der Zwischenkriegszeit zu suchen, wo sämtliche Zusammenschlüsse von Mittelschülern verboten waren und zum Schulausschluss geführt haben. Daher suchte man eine Art der Mensur, die keine sichtbaren und bleibenden Wunden verursacht.
Ausnahme: Alle Pennalkorporationen in Wien und einige niederösterreichische oder Berliner Verbindungen (p.B! Silesia Waidhofen, Wr.p.B! Franko Cherusker, p.B! Germania Libera Mistelbach und PV! Borussia Berlin) fechten Schlägermensuren, vergleichbar den akademischen Bünden, wobei es allerdings keine tiefen Hiebe gibt (Hochpartie).

## Vorgeschichte
Es gibt viele historische Belege  dafür, dass sich auch Schüler – besonders an universitätspropädeutischen Lateinschulen – schon mit dem Fechten zur Selbstverteidigung beschäftigten und wie Hochschulstudenten Fechtwaffen trugen. So wurde bereits 1670 den Schülern am Ratsgymnasium in Hannover das Degentragen verboten. Strafe war der Verweis von der Schule. Nicht nur die Primaner, auch Schüler jüngerer Jahrgänge maßten sich damals die Privilegien von Studenten an, lernten Fechten, übten sich im Reiten, hielten sich teilweise Pferde und stolzierten mit dem Degen durch die Straßen. Das Verbot scheint wenig genützt zu haben: Die Schulordnung aus dem Jahre 1708 beschränkte sich nur noch darauf, das Degentragen in der Kirche bei der Messe, der Frühpredigt und der Katechismuslehre zu verbieten.
Auch Johann Wolfgang von Goethe berichtet in seinem autobiographischen Werk „Dichtung und Wahrheit“ (Viertes Buch), dass er schon als Schüler in Frankfurt vor 1765 regulären Fechtunterricht bei zwei verschiedenen Fechtlehrern erhalten habe und dass er und seine Freunde schon vorher mit Holzwaffen geübt hätten:

„Wir waren nun herangewachsen, und dem Schlendriane nach sollten wir auch neben andern Dingen fechten und reiten lernen, um uns gelegentlich unserer Haut zu wehren, und zu Pferde kein schülerhaftes Ansehn zu haben. Was den ersten Punkt betrifft, so war uns eine solche Übung sehr angenehm: denn wir hatten uns schon längst Haurapiere von Haselstöcken, mit Körben von Weiden sauber geflochten, um die Hand zu schützen, zu verschaffen gewußt. Nun durften wir uns wirklich stählerne Klingen zulegen, und das Gerassel, was wir damit machten, war sehr lebhaft.“

### Behandlung in Roman
- Peter Lüpold, Mirjam Lüpold: Das Mycel: Im Würgegriff dunkler Mächte - Ein Licht am Horizont. novum pro Verlag, 2016, ISBN 978-3-99048-268-1 (564 S.).